# Нетечь (Дубровенский сельсовет)
Нетечь (бел. Няце́ч) — деревня в Лидском районе Гродненской области Беларуси. В составе Дубровенского сельсовета.

## География
Пролегает дорога Н-6021.

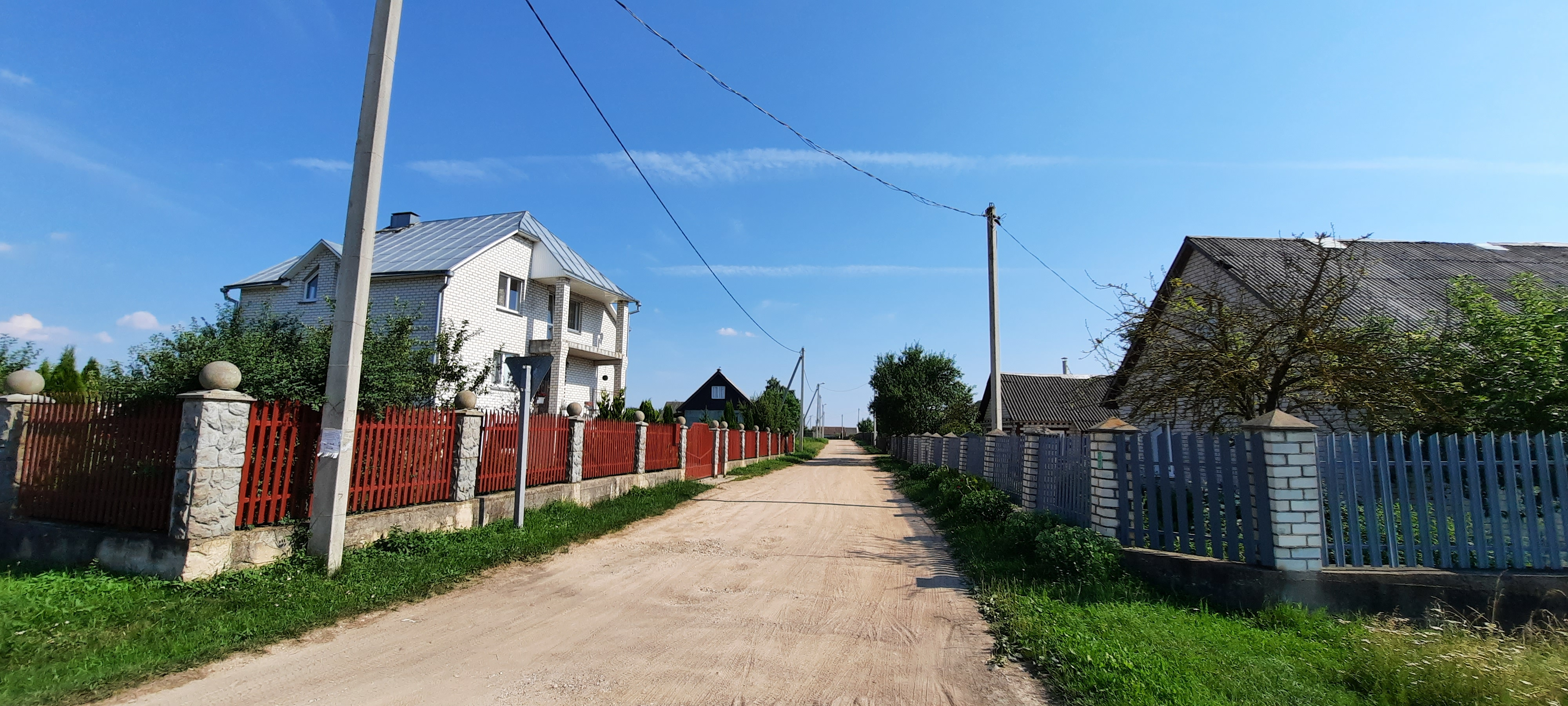

Ближайшие населённые пункты Дубровня, Несиковщизна, Огородники, Первомайский и др.

### Гидрография
Рядом протекает река Нарва.

## История
С 1905 года в Лидской волости Лидского уезда Виленской губернии.

## Население

### Численность
- 2019 год — 196 жителей

### Динамика
- 1999 год — 242 жителей (перепись населения)
- 2009 год — 226 жителей (перепись населения)[3]
- 2019 год — 196 жителей (перепись населения)

## Улицы
- Кленовая
- Мичурина
- Придорожная